# Uvariopsis guineensis

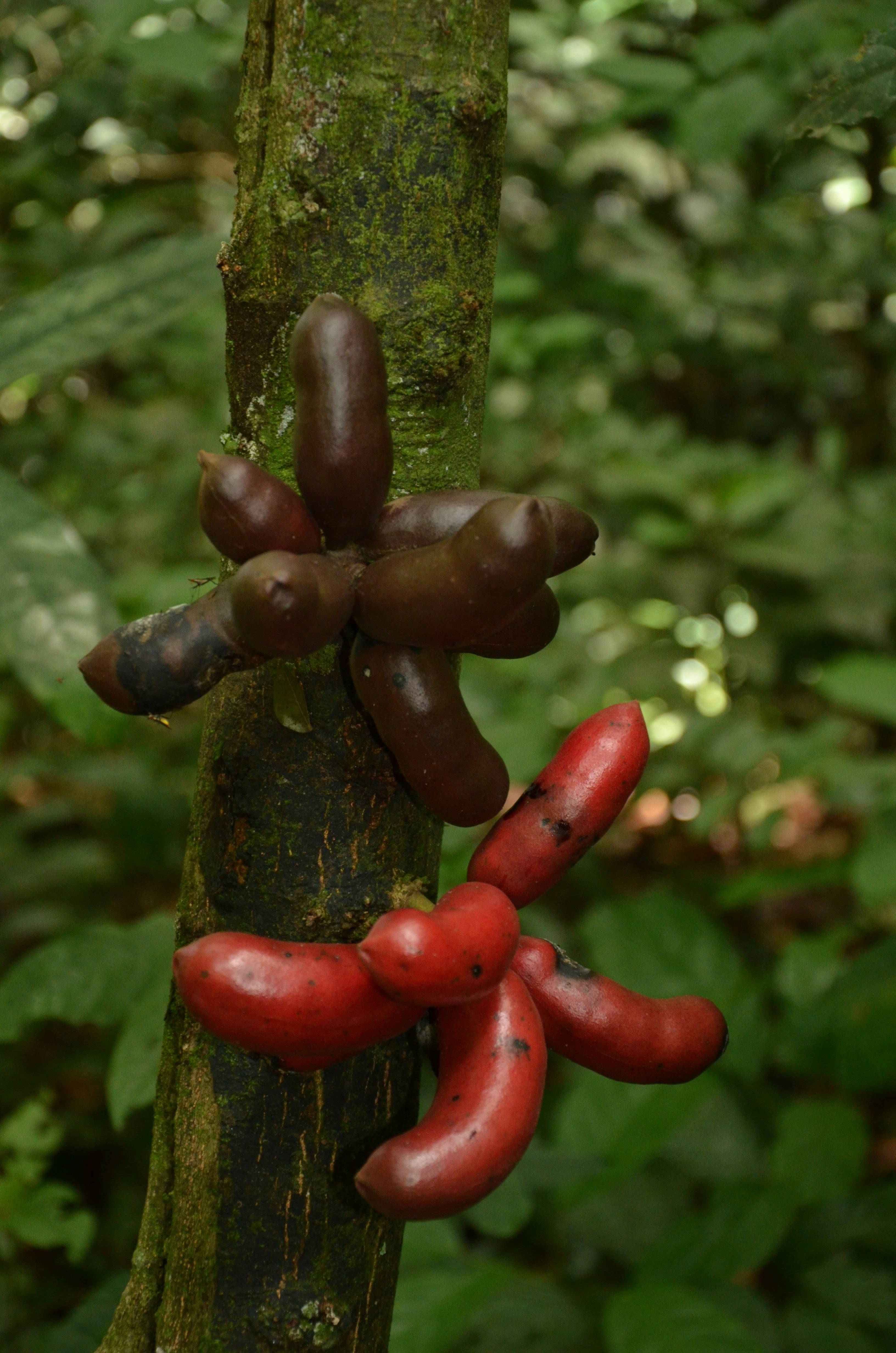
Uvariopsis Guinensis.

Uvariopsis guineensis är en kirimojaväxtart som beskrevs av Ronald William John Keay. Uvariopsis guineensis ingår i släktet Uvariopsis och familjen kirimojaväxter. Inga underarter finns listade i Catalogue of Life.